# Paul Henckels
Pour les articles homonymes, voir Henckels.
Paul Henckels né le 9 septembre 1885 à Hürth en province de Rhénanie et mort le 27 mai 1967 à Kettwig est un acteur allemand.

## Biographie
Paul Henckels commença sa formation à l'école supérieure des arts de la scène, affiliée au Théâtre de Düsseldorf. Il travailla ensuite en tant que réalisateur et directeur de théâtre. Il fut engagé par Gustaf Gründgens en 1936 au Théâtre prussien à Berlin, où il travailla jusqu'en 1945.
Il joua son premier rôle au cinéma muet dans le film I.N.R.I. et tourna dans plus de 230 films sous la direction entre autres de Fritz Lang, Josef von Sternberg, Hans Steinhoff, Arnold Fanck, Friedrich Wilhelm Murnau, etc.
Il était connu pour son accent rhénan et ses rôles de personnage ayant des lubies.
Il épousa en premières noces l'actrice Cecilia Brie qui lui donna trois enfants, et en deuxièmes noces Thea Grodtzinsky (1893-1978).
Il est enterré au cimetière Sud de Düsseldorf.

## Filmographie partielle
- 1923 : I.N.R.I.
- 1923 : Le Mystère de Brinkenhof
- 1926 : La Maison du mensonge
- 1927 : Le Combat de Donald Westhof
- 1928 : Geschlecht in Fesseln de William Dieterle
- 1929 : Morgenröte
- 1929 : Sainte-Hélène (Napoleon auf St. Helena) de Lupu Pick
- 1929 : Die Liebe der Brüder Rott d'Erich Waschneck
- 1930 : La Dernière Compagnie de Curtis Bernhardt
- 1930 : Dreyfus
- 1930 : Le Tailleur Wibbel sous sa direction
- 1930 : Scandale chez Eva de Georg Wilhelm Pabst
- 1930 : La Pension Schöller de Georg Jacoby
- 1930 : Flachsmann als Erzieher de Carl Heinz Wolff
- 1930 : Le Cambrioleur (Einbrecher) de Hanns Schwarz
- 1931 : Bombes sur Monte-Carlo, comédie musicale de Hanns Schwarz, sur une musique de Werner R. Heymann
- 1932 : Der Hexer, de Karel Lamač, d'après Edgar Wallace
- 1932 : Raspoutine d'Adolf Trotz : Pourichkevitch (député)
- 1933 : Le Testament du docteur Mabuse, suite parlante du célèbre film de Fritz Lang
- 1933 : Reifende Jugend de Carl Froelich
- 1933 : Polizeiakte 909 de Robert Wiene
- 1936 : Mädchenjahre einer Königin, d'Erich Engel ;
- 1938 : Der Maulkorb, comédie d'Erich Engel, d'après Heinrich Spoerl
- 1938 : Napoleon ist an allem schuld de Curt Goetz
- 1939 : Un chapeau de paille d'Italie de Wolfgang Liebeneiner, d'après Labiche
- 1940 : Friedrich Schiller - Le triomphe d'un génie d'Herbert Maisch, d'après Norbert Jacques
- 1941 : Frau Luna
- 1942 : Je t'aimerai toujours de Karl Anton
- 1942 : Zwischen Himmel und Erde de Harald Braun
- 1942 : Le Grand Roi de Veit Harlan
- 1942 : Sang viennois, film-opérette de Willi Forst
- 1942 : Rembrandt de Hans Steinhoff
- 1943 : Liebesgeschichten
- 1943 : Altes Herz wird wieder jung
- 1944 : Ce diable de garçon (Die Feuerzangenbowle) d'Helmut Weiss, d'après Heinrich Spoerl
- 1944 : Le Violon magique d'Herbert Maisch, d'après Kurt Kluge
- 1944 : L'Aiglon d'Alfred Weidenmann
- 1945 : Kolberg, film de propagande de Veit Harlan
- 1947 : Wozzeck de Georg C. Klaren
- 1950 : Glück aus Ohio
- 1952 : Ferien vom Ich de Hans Deppe
- 1952 : Pension Schöller de Georg Jacoby
- 1954 : Columbus entdeckt Krähwinkel
- 1956 : Hochzeit auf Immenhof de Volker von Collande (en)
- 1957 : Les Confessions de Félix Krull (Bekenntnisse des Hochstaplers Felix Krull) de Kurt Hoffmann d'après Thomas Mann
- 1957 : Un coin du paradis (Ein Stück vom Himmel) de Rudolf Jugert
- 1961 : Via Mala de Paul May d'après John Knittel